# Sivi sokol
Sivi sokol (lat. Falco peregrinus) je vrsta kozmopolitskog sokola koja u obrušavanju dostiže brzinu i do 350 km/h, što je čini najbržom životinjom na svijetu. Prema časopisu National Geographic, najveća zabilježena brzina sivog sokola je 389 km/h, što je gotovo 200 km/h brže od najbrže čiope.

## Opis
Sivi sokol je dug od 34 do 58 cm i ima raspon krila od 80 do 120 cm, te kao i kod drugih grabljivica, ženke su veće od mužjaka (oko 30%). Mužjaci su teški od 440 do 750 g, dok ženke teže od 910 do 1.500 g. Oboje imaju slične oznake na perju s tamno sivim (skoro crnim) leđima i gornjim dijelom krila, dok su vrhovi krila potpuno crni. Bijelo-rđavi donji dio tijela su prošarani tamnosmeđim ili crnim mrljama. Dugi i uski rep je također prošaran na isti način, a pera mu završavaju bijelom trakom i crnim vrhom. Tjeme i "brkovi" na obrazima su mu crni, te u kontrastu s blijedim dijelom ispod kljuna i vrata. Kljun je žut, kao i noge, dok su zakrivljeni vrh kljuna i čaporci crni. Ujedno je i najbrža životinja, jer tijekom svojih "ponora" iz visine može dostoći brzinu preko 320 km/h.

## Stanište, prehrana, razmnožavanje
Sivi sokol živi na svim kontinentima i do sada je opisano više od 10 podvrsta. Ukupna europska populacija je procijenjena na oko 20.000 parova, a trend ima umjeren rast. U Hrvatskoj se gnijezdi u primorskoj, gorskoj i mjestimično panonskoj Hrvatskoj. Populacija je najbrojnija u sredozemnoj Hrvatskoj, ali su zabilježena i gnijezda na Medvednici i u Zagrebu. Ukupnu populaciju u Hrvatskoj čini od 160 do 200 parova.
Staništa sivog sokola su planinski predjeli, doline rijeka, pustinje, velike ravnice, morske obale, a izbjegava velika šumska prostranstva. U posljednje vrijeme uspješno se doselio u velike gradove (SAD, Ujedinjeno Kraljevstvo). Gnijezdo ne gradi i ne dodaje materijal (kao i drugi sokolovi), a smješta ga na strmim, nepristupačnim liticama, rjeđe na kakvoj zgradi, a u dijelovima područja gnijezdi se i na stablima, tlu, ili u gnijezdu drugih ptica. Monogamni su, a veze su vjerojatno doživotne. U pologu su 3-4 jaja, inkubacija traje 29-32 dana, na jajima leže i o njima se brinu oba roditelja, a samostalni su nakon dva mjeseca ili više mjeseci.
Osnovna hrana sivog sokola su male i ptice srednje veličine (golubovi, patke, šljuke, vrane, čvorci, ševe), a može uloviti i znatno krupnije ptice (guske, labudove, ždralove). Rijetko se hrani sisavcima i drugim životinjama (šišmiši, kukci). Lovi isključivo u letu, obrušavajući se na plijen i progoneći ga nevjerojatnom brzinom i lakoćom.
Veoma je prilagodljiva vrsta i upotrebljava se u sokolarstvu posljednjih 3.000 godina.

## Vrste
U Hrvatskoj se sreću dvije podvrste: F. p. peregrinus (srednjoeuropska podvrsta, zimovalica i selica) i F. p. brookei (sredozemna podvrsta, sjedilica). Na karti ispod je prikazano rasprostiranje svih 19 podvrsta, s tim da je ovdje navedeno kako su Kanarski sokol (F. p. madens) i Babilonski sokol (F. p. babylonicus) zasebne vrste od Sjevernoafričkog sokola (F. p. pelegrinoides):

## Vanjske poveznice
- Javier Blasco-Zumeta, Vodič za identifikaciju sivih sokolova (PDF)  Arhivirana inačica izvorne stranice od 25. travnja 2012. (Wayback Machine) (engl.)
- Peregrine Falcon Fund (engl.)

|  | Zajednički poslužitelj ima još gradiva o temi Sivi sokol |
|  | Wikivrste imaju podatke o taksonu Falco peregrinus       |